# Diploschistis stygiocrena
Diploschistis stygiocrena là một loài bướm đêm trong họ Crambidae.